# Renato Perona
Renato Perona (n. 14 noiembrie 1927, Terni, Italia – d. 9 aprilie 1984, Terni, Italia) a fost un ciclist de performanță ce a reprezentat Italia, medaliat olimpic. A participat la o ediție a Jocurilor Olimpice (1948) în care a câștigat o medalie de aur.

## Participări
Lista de mai jos prezintă principalele competiții la care a participat Renato Perona de-a lungul carierei.
- cycling at the 1948 Summer Olympics – men's tandem[*]